# André Hodeir
André Hodeir (* 21. Januar 1921 in Paris; † 1. November 2011 in Versailles, nahe Paris) war ein französischer Jazz-Autor, Romanautor, Komponist, Arrangeur, Bandleader und Violinist.

## Leben und Werk
Andre Hodeir studierte am Pariser Konservatorium unter anderem bei Olivier Messiaen. Daneben spielte er in Cafés Violine, so ab 1942 (als Claude Laurence) im Sextett von André Ekyan. Ab der zweiten Hälfte der 1940er Jahre arrangierte er, zunächst für Django Reinhardt (1946) und Don Byas (1949), dann auch für James Moody (1951), Bernard Peiffer (1952) und Bobby Jaspar (1954).
1954 gründete er die experimentelle Jazz Groupe de Paris, bei der unter anderen Bobby Jaspar, Roger Guérin, Pierre Michelot, Buzz Gardner, Christian Garros, Fats Sadi und Nat Peck spielten. Sie sollte symphonische Musik und Jazz verbinden. Im gleichen Jahr wurde er Präsident der Academie du Jazz de Paris.
Zu Hodeirs Kompositionen zählen zwei Livres d’ Essais (1954 und 1956), zahlreiche Filmmusiken (zum Beispiel Le Palais Idéal für Adonis Kyrou (1958), La Jazz Cantata für den Film Chutes de pierres, für die Filme Mamselle Pigalle von Roger Vadim (1958), Saint Tropez Blues von Marcel Moussy (1961), Welt ohne Sonne von Jacques-Yves Cousteau (1964)). 1957 wurde bei den Donaueschinger Musiktagen seine Komposition Paradoxe III aufgeführt.
In den 1960er Jahren leitete er ein eigenes Orchester, mit dem er unter anderem seine Kompositionen Catalyse, Arte della commedia dell' , Transplantation, aber auch Crepuscule with Nelly aufnahm (wieder eingespielt auf einem Album mit Martial Solal 1984). Auch das Modern Jazz Quartet spielte Stücke von ihm ein. 1966 komponierte er zu Finnegans Wake von James Joyce die monumentale Jazz-Kantate Anna Livia Plurabelle, die er auch selbst aufnahm und die bei ihrer Veröffentlichung 1972 den Grand Prix du Disque erhielt. Im selben Jahr komponierte er Bitter Ending für die Swingle Singers als zweiten Teil des Diptychons Jazz on Joyce. Außerdem komponierte er ein Jazz-Quintett zum Schlussmonolog von Finnegans Wake.
Als Jazz-Kritiker errang er mit seiner wissenschaftlichen Herangehensweise schon früh allgemeine Anerkennung. Von 1947 bis 1950 war er Herausgeber der Fachzeitschrift Jazz Hot und in dieser Zeit ein eifriger Fürsprecher des Bebop. 1954 erschien sein Buch Hommes et problemes du Jazz, eine der ersten analytischen musikwissenschaftlichen Studien über Jazz, das als Standardwerk gilt.
In den 1970er Jahren publizierte er einen Sammelband mit Erzählungen und drei Romane, u. a. Le rire de Swann. 1971 entstand über ihn der französische Fernsehfilm A Jazz Portrait.
André Hodeir verstarb am 1. November 2011 in Versailles in der Nähe von Paris im Alter von 90 Jahren.

## Werke

### Tonträger (Auswahl)
- 1954: The Vogue Sessions (BMG, Reissue 1999)
- 1956: Le Jazz Groupe de Paris joue André Hodeir (coll. Jazz in Paris, Universal, Reissue 2001)
- 1957: The Alphabet et autres essais
- 1959: Kenny Clarke's Sextet joue André Hodeir (coll. Jazz in Paris, Universal, Reissue 2002)
- 1960: Jazz et jazz (coll. Jazz in Paris, Universal, Reissue 2004)
- 1966: Anna Livia Plurabelle (zweite Version mit Patrice Caratini 1994, Label Bleu)
- 1972: Bitter Ending, mit den Swingle Singers
- 1984: Martial Solal et son orchestre jouent André Hodeir (Carlyne Music, 1984)

### Bücher
- Le jazz, cet inconnu, 1945
- Introduction a la musique du jazz, Paris 1948
- Les formes de musique, 1951
- Hommes et problèmes du Jazz, Verlag Parenthèses (zuerst 1954)
- Jazz- its evolution and its essence, New York 1956, 1980 (Übersetzung von Hommes et problemes du Jazz, mit dem Essay La religion du Jazz im Anhang, Sammlung seiner Kritiken)
- Toward Jazz, New York, Grove, 1962, Da Capo 1976, französische Übersetzung: Jazzistiques, Verlag Parenthèses 1984 (weitere Sammlung seiner Kritiken)
- Les Mondes du Jazz, Verlag Rouge Profond 1970, 2004, ISBN 2-915083-13-4, englisch The Worlds of Jazz 1972
- The André Hodeir Jazz Reader, Jean-Louis Pautrot (Hrsg.), Michigan University Press, 2006, ISBN 978-0-472-06883-8
- La Musique depuis Debussy, Presses Universitaires de France, Paris 1961, englisch: Since Debussy: A View of Contemporary Music, Secker & Warburg, London 1961, Grove Press, New York 1961
- Le B-A-Be du Bop, Verlag Rouge Profond, Pertuis 2003 (zuerst in Jazz Magazine)
- Kind der Nacht, Abschnitt über Bebop in Klaus Wolber (Hrsg.) Thats Jazz, Darmstadt 1988

## Filmografie
- 1957: Die Pariserin (Une Parisienne)
- 1958: Tantches tolle Neffen (Les motards)
- 1958: Ein Liebespaar (Péché de jeunesse)
- 1959: Wollen Sie mit mir tanzen? (Voulez-vous danser avec moi?)
- 1959: Dem Teufel verschrieben (L'ambitieuse)
- 1959: Mädchen des Lasters (Le corps tant désiré)
- 1959: Der Sturm bricht los (Le vent se lève)
- 1960: Wer zuerst schießt hat mehr vom Leben (Ça va être ta fête)
- 1961: Amour in St. Tropez (Saint-Tropez Blues)
- 1963: Das Mädchen mit dem frommen Blick (Les Saintes-Nitouches )
- 1964: Welt ohne Sonne (Le monde sans soleil)
- 1964: Verführungen (De l'amour)
- 1972: Rak
- 1994: Der Violinist (Le joueur de violon)